# Ematurga evanescens
Ematurga evanescens är en fjärilsart som beskrevs av Feichtenberger 1965. Ematurga evanescens ingår i släktet Ematurga och familjen mätare. Inga underarter finns listade i Catalogue of Life.